# Hardt (Floß)
Hardt ist Ortsteil des Marktes Floß im Bezirk Oberpfalz im Landkreis Neustadt an der Waldnaab.

## Geographische Lage
Der Weiler Hardt liegt ungefähr 500 Meter östlich von Floß auf dem Nordufer des Hardtbaches an der Straße von Floß nach Schönbrunn.

## Geschichte

### 13. und 14. Jahrhundert
Hardt (auch: Hord, Harde) wurde im niederbayerischen Salbuch aufgeführt.
Seine Bewohner mussten jährlich 2 mutt Korn (Roggen) an Dietrich Protschrein in Floß zahlen.
Dieses Salbuch stammt aus der Zeit zwischen 1269 und 1320.
In diesem Verzeichnis wurden folgende zu Floß gehörigen Ortschaften genannt:
Bergnetsreuth, Boxdorf, Diepoltsreuth, Ellenbach, Gösen, Grafenreuth, Hardt, Haupertsreuth, Kalmreuth, Niedernfloß, Oberndorf, Pauschendorf, Ritzlersreuth, Schlattein, Schönberg, Weikersmühle, Welsenhof, Würnreuth, Würzelbrunn.
Hardt wurde auch im Böhmischen Salbüchlein genannt.
Es zahlte 2 mutt Korn, und 2 mutt Hafer Steuer im Jahr.
Das Böhmische Salbüchlein enthielt Aufzeichnungen aus der Zeit von 1366 bis 1373 für alle Ortschaften, die im oben zitierten niederbayerischen Salbuch genannt wurden und zusätzlich Plankenhammer als hamer zu Mekenhofen.

### 15. und 16. Jahrhundert
Hardt ist im Salbuch von 1416/1440 verzeichnet.
In Hardt besaß Hauß aus Floß einen Hof.
Es wurden die folgenden 6 Bauernfamilien in Hardt genannt: Wollfahrt Pelder, Erhardt Proßler, Böhemb, Trescher, Erhardt des Proßleins Sohn, Kaintz Morold.
Die Abgaben für alle 6 Bauernhöfe zusammen betrugen im Jahr 4 mutt 1/2 Achtl Korn, 5 mutt 5 Achtl Hafer, 3 Hühner.
Dieses Salbuch, mit Informationen über die zu Floß gehörenden Ortschaften stammt aus der Zeit 1416 bis 1440.
In ihm erschienen folgende zu Floß gehörende Ortschaften, wie in den beiden älteren Salbüchern:
Bergnetsreuth, Boxdorf, Diepoltsreuth, Ellenbach, Gösen, Grafenreuth, Hardt, Haupertsreuth, Niedernfloß, Oberndorf, Pauschendorf, Ritzlersreuth, Schlattein, Schönberg, Welsenhof, Würnreuth, Würzelbrunn.
Es fehlten: Kalmreuth, Plankenhammer, Weikersmühle.
Hinzu kamen: Fehrsdorf, Gailertsreuth, Konradsreuth, Meierhof, Wilkershof.
In einem Verzeichnis der Mannschaften um das Jahr 1559 wurden die folgenden zu Floß gehörigen Ortschaften aufgeführt:
Bergnetsreuth, Boxdorf, Diebersreuth, Diepoltsreuth, Ellenbach, Fehrsdorf, Gailertsreuth, Gösen, Grafenreuth, Hardt, Haupertsreuth, Höfen, Konradsreuth, Meierhof, Niedernfloß, Oberndorf, Pauschendorf, Plankenhammer, Ritzlersreuth, Schnepfenhof, Schönberg, Steinfrankenreuth, Weikersmühle, Welsenhof, Wilkershof, Würnreuth, Würzelbrunn.
Für Hardt wurden die folgenden fünf Mannschaften verzeichnet:
Connz Reuschel, Ulrich Eysmann, Niclas Pogner, Ulrich Jacob, Michaell Eysmann.

### 17. Jahrhundert
Während des Dreißigjährigen Krieges zogen in den Jahren 1620 und 1621 die Mansfeldischen Soldaten durch Hardt.
Dabei raubten sie den Bauern Geld, Vieh, Getreide, Lebensmittel, Kleidung, Wäsche, Betten, kupferne Pfannen und Töpfe, Werkzeuge, Waffen usw., fischten die Weiher ab und verbrannten und zerstörten die Bauernhöfe.
Eine Schadensaufstellung für Hardt aus dem Jahr 1621 ergab einen Schaden von insgesamt 815 Gulden und 25 Kreuzer.
Im Hof der Friedrichsburg in Vohenstrauß fand 1650 die Erbhuldigung gegenüber Pfalzgraf von Pfalz-Sulzbach Christian August statt.
Hardt erscheint auf der Huldigungsliste mit den 5 Hofbesitzern:
Steffan Beer, Hannß Stahl, Endres Jaccob, Hannß Bauer, Michael Gollwitzer.
Im Jahr 1652 wird Hardt beschrieben mit 1 Hof, 1 Zweidrittelhof, 2 Halbhöfen, 1 Drittelhof.
Seine Einwohner zu dieser Zeit waren 5 Bauern, nämlich 4 Ehepaare, 1 Witwer, 15 Kinder.
Das Vieh bestand aus 11 Ochsen, 4 Kühen, 8 Jungrindern, 7 Schweinen, 6 Schafen.

### 18. Jahrhundert
Eine Beschreibung des Fürstlichen Pflegamtes Floßerbürg aus dem Jahr 1704 verzeichnete für
Hardt 5 Mannschaften, einen Hintersassen, 3 Höfe.
In einer historisch-statistischen Beschreibung des Pflegamtes Floß von 1794 wurden aufgeführt für
Hardt 5 Bauern, 1 Hirt, insgesamt 50 Einwohner.
Um 1800 hatte Hardt 6 Häuser und 38 Einwohner.

### 19. Jahrhundert bis Gegenwart
Hardt gehörte zum Steuerdistrikt und zur Ruralgemeinde Schönbrunn, die Anfang des 19. Jahrhunderts gebildet worden waren.
Zum Steuerdistrikt Schönbrunn gehörten außer Schönbrunn noch die Dörfer Hardt und Haupertsreuth und der Weiler Würzelbrunn.
Der Steuerdistrikt Schönbrunn hatte insgesamt 241 Einwohner und 34 Wohngebäude.
Die Landgemeinde Schönbrunn bestand aus den Dörfern Schönbrunn, Boxdorf, Hardt und Haupertsreuth und den Weilern Kühbach und Würzelbrunn.
Die Ortschaft Hardt hatte 1817 47 Einwohner und 7 Wohngebäude, 1861 48 Einwohner und 1961 219 Einwohner und 28 Wohngebäude.
Am 1. Januar 1972 wurde die Gemeinde Schönbrunn und damit auch Hardt in den Markt Floß eingegliedert.

## Hausnamen in Hardt
- Dickl: Hardt 3, wahrscheinlich von Benedikt.[17]
- Follat: Hardt 2 und 4